# Михайловская, Инга Борисовна
И́нга Бори́совна Михайловская (3 марта 1931, Ростов-на-Дону — 23 октября 2014, Москва) — советский и российский правовед, заведующая сектором проблем правосудия Института государства и права РАН, доктор юридических наук, профессор, заслуженный юрист РСФСР (1992).

## Биография
В 1953 г. окончила юридический факультет МГУ им. М. В. Ломоносова. В 1957 г. — очную аспирантуру Всесоюзного института юридических наук. В 1959 г. под руководством профессора Н. Н. Полянского защитила кандидатскую диссертацию на тему: «Предмет доказывания в советском уголовном процессе». В 1972 г. — докторскую диссертацию на тему: «Уголовный процесс США».
- 1957—1963 гг. работала во Всесоюзном институте по изучению причин и разработке мер предупреждения преступности при Прокуратуре СССР,
- 1975—1992 гг. — в Академии МВД СССР,
- 1992—1999 гг. — в НИИ адвокатуры Международного Союза (Содружества адвокатов). Занимала должности старшего научного сотрудника, начальника отдела, профессора.

С 1999 г. — главный научный сотрудник сектора проблем правосудия Института государства и права РАН. С 2009 г. — заведующая сектором.
Участвовала в разработке Концепции судебной реформы (1992), проводила ряд социологических исследований, посвященных правам человека и социально-политическим процессам в посткоммунистической России (1995—1997 гг.); результаты этих исследований отражены в серии публикаций Проектной группы по правам человека.
Являлась членом редакционного совета и постоянным автором журнала «Конституционное право: восточноевропейское обозрение».
Ученым опубликовано более 200 работ, из них 6 монографий (3 — в соавторстве), разделы в 5 учебниках и учебных пособиях, а также в 2 комментариях к уголовно-процессуальному закону. Наиболее значимыми её работами последнего десятилетия являются монография «Цели, функции и принципы российского уголовного судопроизводства» (М.,2003) и раздел «Общая теория судебной власти» в коллективной монографии «Судебная власть») (под ред. И. Л. Петрухина) (М.,2003), «Процессы управления в судебной системе» (М., Проспект, 2011); «Суды и судьи: независимость и управляемость» (М., Проспект, 2008, 2010) В своих научных работах обосновала необходимость перехода от розыскного советского уголовного процесса к состязательному, а также раскрыла сущностные признаки судебной системы как самостоятельной ветви власти.